# Villefranche XIII Aveyron
Maillots
Actualités
Villefranche XIII Aveyron est un club de rugby à XIII français situé à Villefranche-de-Rouergue, dans le département de l'Aveyron. Après avoir conquis le titre de Champion de France d"Elite 2, en juin 2024, l'équipe première du club évolue dans le championnat de France de rugby à XIII de première division : l'Élite 1 , rebaptisé Super XIII.
De 2004 à 2008 le club a eu pour nom Union Villefranche-Cahors XIII, à la suite de l'union qui s'est créée avec Cahors XIII.

## Histoire
Jusqu'au 8 janvier 1950, Villefranche opérait en rugby à XV sous l'appellation Stade villefranchois. En fin de rencontre d'un match du championnat des Pyrénées de 2e série contre Toulouse Cheminots Marengo Sports, l'arbitre accorda un essai litigieux aux visiteurs qui leur donna le gain du match. La tension augmenta sur le terrain jusqu'à ce que l'arbitre, après avoir été bousculé, décida de stopper la partie.
Une semaine plus tard les dirigeants apprenaient, par la presse, la suspension du terrain. Cette sanction impliquait même l'interdiction de pratiquer des matchs amicaux. Le même jour d'autres terrains avaient été envahis, des arbitres frappés, mais le Stade villefranchois avait été le seul à être sanctionné.
À l'issue d'une assemblée générale exceptionnelle, la décision fut prise de créer un nouveau club, mais qui pratiquerait le rugby à XIII.
Le 23 février 1950 Villefranche XIII est enregistré sous le n° 159 au siège de la Fédération, avec, à sa tête, André Rotembourg.
En 1982, le club fait signer ses premiers joueurs étrangers avec trois Australiens du club de North Sydney Bears : Michael Glascock, Richard Lewis et Craig Ebert.    
Lors de la saison 1984-1985, le club réalise l'exploit de battre Villeneuve « avec ses vedettes internationales, SOLAL, DULUC, ROOSEBROUCK, SAUMITOU, CHANTAL, RABOT » en Coupe de France sur le score de 25 à 0.   
En 1990, le Barcarès XIII bat Villefranche 12-6 en finale du Championnat Élite 2.   
En 1992 Villefranche bat Limoux en finale 12-6 et obtient la promotion. 
En 2000, année de son cinquantenaire,  le club peut s'enorgueillir d'avoir formé plusieurs internationaux comme Francis Tranier et Christian Laumond. 
Le club change de nom pour Villefranche XIII Aveyron et ainsi représenter le département de l'Aveyron. De plus, un surnom et un animal mascotte est choisi : un loup. En 2004 le club fusionne avec Cahors XIII pour former l'Union Villefranche-Cahors XIII (UVC XIII), fusion terminée en 2008. En 2009, les Loups battent Réalmont  24-20 en finale de division Nationale 1 et sont promus en division Élite 2. La saison 2016/17 est la saison du dernier titre pour le club. Après avoir terminé second de phase régulière, Villefranche bat Baho en finale 13-10 pour remporter le premier trophée depuis 8 ans en comptant dans ses rangs Bernard Gregorius.

## Palmarès
| Championnat de France de deuxième division                                             |
| -------------------------------------------------------------------------------------- |
| - Vainqueur (5) : 1962, 1992, 1999, 2017 et 2024 - Finaliste (3) : 1954, 1990 et 2023. |

## Joueurs et personnalités notables
| - Yves Bégou - René Arné - Roger Garrigue - Yves Alvernhe - Alain Bouzer - Patrick Wosniak - Andrei Olari - Romaric Bemba - Bernard Fabre - Joseph Lapoterie |  | - Jared Taylor - Olivier Charles - Andrei Olari (fils) - Serge Tonus - Jason Sands Arrière : - Benjamin Thomas - Francis Tranier - Claude Carayon |

## Bilan du club toutes saisons et toutes compétitions confondues
| Année                                      | Année                                      | Saison régulière                                                              | Saison régulière                                                              | Saison régulière                                                              | Saison régulière                                                              | Saison régulière                                                              | Saison régulière                                                              | Saison régulière                                                              | Saison régulière                                                              | Phase finale                                                                  | Phase finale                                                                  | Phase finale                                                                  | Phase finale                                                                  | Phase finale                                                                  | Phase finale                                                                  | Phase finale                                                                  | Coupe                                                                         |
| Année                                      | Année                                      | Class.                                                                        | Points                                                                        | MJ                                                                            | V.                                                                            | N.                                                                            | D.                                                                            | Pp.                                                                           | Pc.                                                                           | Perf.                                                                         | MJ                                                                            | V.                                                                            | N.                                                                            | D.                                                                            | Pp.                                                                           | Pc.                                                                           | Performance                                                                   |
| Championnat de France de deuxième division | Championnat de France de deuxième division | Championnat de France de deuxième division                                    | Championnat de France de deuxième division                                    | Championnat de France de deuxième division                                    | Championnat de France de deuxième division                                    | Championnat de France de deuxième division                                    | Championnat de France de deuxième division                                    | Championnat de France de deuxième division                                    | Championnat de France de deuxième division                                    | Championnat de France de deuxième division                                    | Championnat de France de deuxième division                                    | Championnat de France de deuxième division                                    | Championnat de France de deuxième division                                    | Championnat de France de deuxième division                                    | Championnat de France de deuxième division                                    | Championnat de France de deuxième division                                    | Coupe de France                                                               |
| 2018                                       | 2018                                       | 1er                                                                           | 48                                                                            | 18                                                                            | 15                                                                            | 0                                                                             | 3                                                                             | 762                                                                           | 298                                                                           | Demi-finale                                                                   | 1                                                                             | 0                                                                             | 0                                                                             | 1                                                                             | 8                                                                             | 31                                                                            | Seizième-de-finale                                                            |
| 2019                                       | 2019                                       | 7e                                                                            | 39                                                                            | 22                                                                            | 10                                                                            | 1                                                                             | 11                                                                            | 546                                                                           | 587                                                                           | Non qualifié                                                                  | 0                                                                             | 0                                                                             | 0                                                                             | 0                                                                             | 0                                                                             | 0                                                                             | Huitième de finale                                                            |
| 2020                                       | 2020                                       | Éditions annulées et titres non décernés en raison de la pandémie de Covid-19 | Éditions annulées et titres non décernés en raison de la pandémie de Covid-19 | Éditions annulées et titres non décernés en raison de la pandémie de Covid-19 | Éditions annulées et titres non décernés en raison de la pandémie de Covid-19 | Éditions annulées et titres non décernés en raison de la pandémie de Covid-19 | Éditions annulées et titres non décernés en raison de la pandémie de Covid-19 | Éditions annulées et titres non décernés en raison de la pandémie de Covid-19 | Éditions annulées et titres non décernés en raison de la pandémie de Covid-19 | Éditions annulées et titres non décernés en raison de la pandémie de Covid-19 | Éditions annulées et titres non décernés en raison de la pandémie de Covid-19 | Éditions annulées et titres non décernés en raison de la pandémie de Covid-19 | Éditions annulées et titres non décernés en raison de la pandémie de Covid-19 | Éditions annulées et titres non décernés en raison de la pandémie de Covid-19 | Éditions annulées et titres non décernés en raison de la pandémie de Covid-19 | Éditions annulées et titres non décernés en raison de la pandémie de Covid-19 | Éditions annulées et titres non décernés en raison de la pandémie de Covid-19 |
| 2021                                       |                                            | Éditions annulées et titres non décernés en raison de la pandémie de Covid-19 | Éditions annulées et titres non décernés en raison de la pandémie de Covid-19 | Éditions annulées et titres non décernés en raison de la pandémie de Covid-19 | Éditions annulées et titres non décernés en raison de la pandémie de Covid-19 | Éditions annulées et titres non décernés en raison de la pandémie de Covid-19 | Éditions annulées et titres non décernés en raison de la pandémie de Covid-19 | Éditions annulées et titres non décernés en raison de la pandémie de Covid-19 | Éditions annulées et titres non décernés en raison de la pandémie de Covid-19 | Éditions annulées et titres non décernés en raison de la pandémie de Covid-19 | Éditions annulées et titres non décernés en raison de la pandémie de Covid-19 | Éditions annulées et titres non décernés en raison de la pandémie de Covid-19 | Éditions annulées et titres non décernés en raison de la pandémie de Covid-19 | Éditions annulées et titres non décernés en raison de la pandémie de Covid-19 | Éditions annulées et titres non décernés en raison de la pandémie de Covid-19 | Éditions annulées et titres non décernés en raison de la pandémie de Covid-19 | Éditions annulées et titres non décernés en raison de la pandémie de Covid-19 |
| 2022                                       | 2022                                       | 7e                                                                            | 21                                                                            | 18                                                                            | 6                                                                             | 0                                                                             | 12                                                                            | 347                                                                           | 555                                                                           | Non qualifié                                                                  | 0                                                                             | 0                                                                             | 0                                                                             | 0                                                                             | 0                                                                             | 0                                                                             | Annulée                                                                       |
| 2023                                       | 2023                                       | 2e                                                                            | 36                                                                            | 16                                                                            | 11                                                                            | 0                                                                             | 5                                                                             | 573                                                                           | 260                                                                           | Finaliste                                                                     | 2                                                                             | 1                                                                             | 0                                                                             | 1                                                                             | 44                                                                            | 37                                                                            | Huitième de finale                                                            |
| 2024                                       | 2024                                       | 1er                                                                           | 51                                                                            | 17                                                                            | 17                                                                            | 0                                                                             | 0                                                                             | 644                                                                           | 190                                                                           | Champion                                                                      | 2                                                                             | 2                                                                             | 0                                                                             | 0                                                                             | 87                                                                            | 18                                                                            | Huitième de finale                                                            |
| Championnat de France de première division | Championnat de France de première division | Championnat de France de première division                                    | Championnat de France de première division                                    | Championnat de France de première division                                    | Championnat de France de première division                                    | Championnat de France de première division                                    | Championnat de France de première division                                    | Championnat de France de première division                                    | Championnat de France de première division                                    | Championnat de France de première division                                    | Championnat de France de première division                                    | Championnat de France de première division                                    | Championnat de France de première division                                    | Championnat de France de première division                                    | Championnat de France de première division                                    | Championnat de France de première division                                    | Coupe de France                                                               |
| 2025                                       | 2025                                       | 7e                                                                            | 34                                                                            | 20                                                                            | 10                                                                            | 0                                                                             | 10                                                                            | 410                                                                           | 506                                                                           | Non qualifié                                                                  | -                                                                             | -                                                                             | -                                                                             | -                                                                             | -                                                                             | -                                                                             | Huitième de finale                                                            |